# Leptagoniates steindachneri
Leptagoniates steindachneri är en fiskart som beskrevs av Boulenger, 1887. Leptagoniates steindachneri ingår i släktet Leptagoniates och familjen Characidae. Inga underarter finns listade i Catalogue of Life.